# Лахо, Мануэль
Мануэль Лахо Ласо (исп. Manuel Lajo Lazo; 12 апреля 1949) — перуанский экономист, социолог и политолог, один из теоретиков зависимого развития. Кандидат в Демократическое учредительное собрание от Демократического движения левых (1992), депутат конгресса Перу (1995—2000) от Независимого гражданского движения OBRAS. Директор Центра исследования новых экономики и общества (исп. Centro de Estudios Nueva Economía y Sociedad).